# Hôtel Vertigo
L'Hôtel Vertigo est un Hôtel-boutique  quatre étoiles situé au 3, rue Devosge à Dijon. Ses façades et toitures sont inscrites au titre des monuments historiques par arrêté du 29 octobre 1975

## Histoire
En 1926, Louis Gorges, propriétaire du Grand hôtel la Cloche fit agrandir celui-ci en édifiant  une nouvelle aile le long de la rue Devosge et en ajoutant des lucarnes sur la toiture. En 1974 le bâtiment donnant sur la rue Devosge est vendue et aménagée en bureaux. Par arrêté du 29 octobre 1975, le secrétariat d’État à la Culture inscrivit la façade et les toitures de l'hôtel à l’inventaire supplémentaire des monuments historiques. En avril 2013, il est racheté par les frères Bruno et Christophe Massucco puis entre en mai 2014 dans une importante phase de rénovation. Il est inauguré le 1er avril 2015.

## Architecture
En 1926, l'architecte parisien  Joseph Jardel, élève à la place de dépendances le long de la rue Devosge, un bâtiment exactement similaire à celui bâti dans les années 1880 Place Darcy par l'architecte Louis Belin. 
Les façades le long de la rue Devosge sont en pierre de taille ; elles sont percées régulièrement de fenêtres rectangulaires munies de garde-corps métalliques, ceux du premier étage étant décorés en leur centre d'une cloche. L'étage de combles sous la toiture d'ardoise brisée est éclairé par des lucarnes de pierre à ailerons. Derrière le bâtiment s'étend un jardin intérieur.

## Galerie

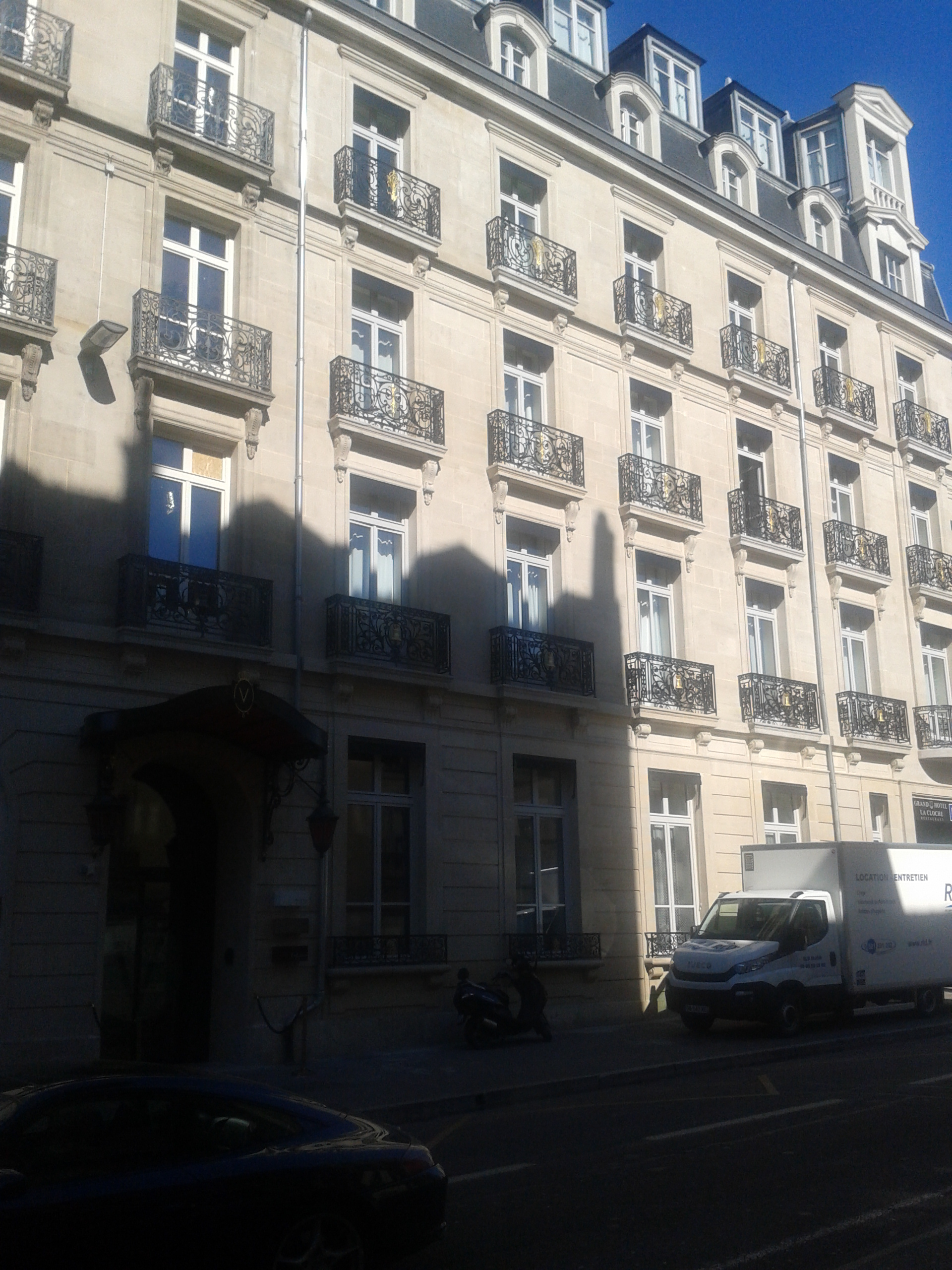
Façade de l'hôtel
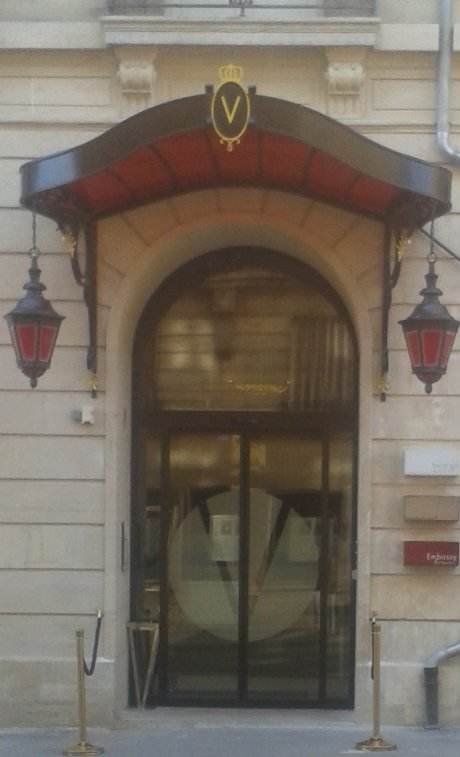
Entrée principale

## L'hôtel Vertigo
Le bâtiment entre en mai 2014 dans une importante phase de rénovation. Le nouvel hôtel Vertigo est inauguré le 1er avril 2015. 

### Chambres et suites
L'hôtel compte 42 chambres dont une suite de 50 m2 conçues par des designers. Les chambres sont toutes climatisées, insonorisées et sont équipées d'un téléviseur miroir, d'un Mac mini, de la Wi-Fi, de l'accès à Internet ainsi que d'un mini-bar. Les suites, de dimensions différentes, sont composées quant à elles d'un salon, d'une chambre et d'une grande salle de bains.

### Bar
Le concept du Bar « l'Embassy » est d'évoluer au cours de la journée. Il propose un petit déjeuner buffet ou à la carte le matin, un service de restauration sous forme de bocaux toute la journée et devient un bar le soir. Son nom fait référence à un ancien night-Club dijonnais situé dans le sous-sol d'un ancien grand magasin de la ville : À la Ménagère.

### Salons
L'hôtel dispose de 3 salons donnant sur le bar « l'Embassy » dont 2 situés en entresol  :
- Le salon bibliothèque
- Le grand salon commun
- Le salon fumoir : le « Cigar Bar »

### Services
L'hôtel dispose de différents services :
- room service
- parking
- salle de sport
- Sauna
- hammam
- Piscine intérieure
- Espace Spa
- salle de projection privative.